# Kakakai

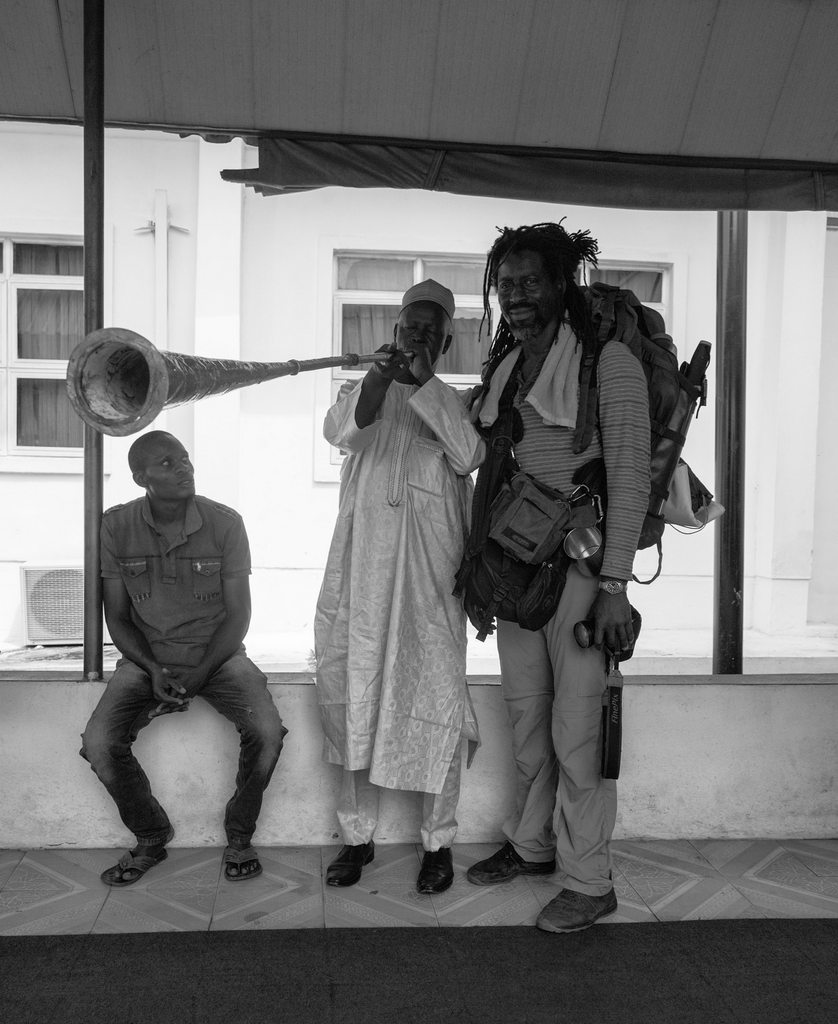
Tocador de Kakaki no palácio do Oni de Ifé, no estado de Oxum, oeste da Nigéria

O Kakaki é um tipo de trompete alongado usado na música hauçá. O instrumento originalmente vem da cavalaria songai, e seu som associa-se com a realeza. É usado como a parte do sara, uma afirmação semanal de poder e autoridade.